# ألان جونسون (لاعب كرة قاعدة)
ألان جونسون (بالإنجليزية: Alan Johnson)‏ هو لاعب كرة قاعدة أمريكي، ولد في 24 أغسطس 1983 في برمنغهام في الولايات المتحدة.

## وصلات خارجية
- ألان جونسون على موقع دوري كرة القاعدة الرئيسي (الإنجليزية)
- ألان جونسون على موقعبيزبول رفرنس.كوم (الدوري الرئيسي) (الإنجليزية)
- ألان جونسون على موقعبيزبول رفرنس.كوم (الدوري الثانوي) (الإنجليزية)
- ألان جونسون على موقع مشجعي الرسوم البيانية (الإنجليزية)